# 미분동형사상
미분동형사상(微分同形寫像, 영어: diffeomorphism)은 두 미분다양체 사이의, 미분 가능이고 그 역도 미분 가능한 위상동형사상이다. 즉, 각 점에서 국소적인 좌표를 잡았을 때, 그 좌표에 대하여 미분 가능하고, 그 역이 존재하고, 그 역도 미분 가능해야 한다.

## 정의
미분다양체 {\displaystyle M,N} 사이의 미분동형사상 {\displaystyle \phi \colon M\to N}은 다음을 만족하는 {\displaystyle M\to N} 위상동형사상이다.
각 {\displaystyle x\in M}에 대하여, {\displaystyle x\in M} 주위에 국소적 좌표를 잡고, {\displaystyle \phi (x)\in N} 주위에 국소적 좌표를 잡자. 그렇다면 {\displaystyle \phi }는 국소적으로 {\displaystyle {\tilde {\phi }}\colon U\subset \mathbb {R} ^{n}\to V\subset \mathbb {R} ^{n}}의 꼴로 나타내어진다. 이 때, {\displaystyle {\tilde {\phi }}}는 (유클리드 공간에서의 정의로) 미분가능하여야 하고, 또 그 역 {\displaystyle {\tilde {\phi }}^{-1}\colon {\tilde {\phi }}(U)\to U}가 존재하고, 또 {\displaystyle {\tilde {\phi }}^{-1}}도 미분 가능해야 한다.

위에서, 미분 가능성 대신, 더 엄격한 {\displaystyle C^{n}} 매끈함을 요구할 수도 있다. 이는  Cn 미분동형사상이라고 부른다.
두 다양체 사이에 적어도 하나의 미분동형사상이 존재한다면, 두 다양체를 미분동형(微分同形, 영어: diffeomorphic)이라고 부른다. 이는 동치 관계를 이룬다.

## 같이 보기
- 미분학적 공간
- 에탈 사상
- 초다양체